# 蒂宰 (安德尔-卢瓦尔省)
蒂宰（法語：Thizay，法語發音：[tizɛ] ⓘ）是法国安德尔-卢瓦尔省的一个市镇，位于该省西南部，属于希农区。

## 地理
蒂宰（47°9'59"N, 0°8'35"E）面积6.92 平方千米，位于法国中央-卢瓦尔河谷大区安德尔-卢瓦尔省，该省份为法国中西部省份，北起萨尔特省、东北接卢瓦-谢尔省，东南接安德尔省，南至维埃纳省，西临曼恩-卢瓦尔省。
与蒂宰接壤的市镇（或旧市镇、城区）包括：韦龙地区博蒙、锡奈、莱尔内、维埃纳河畔圣日耳曼、瑟伊。

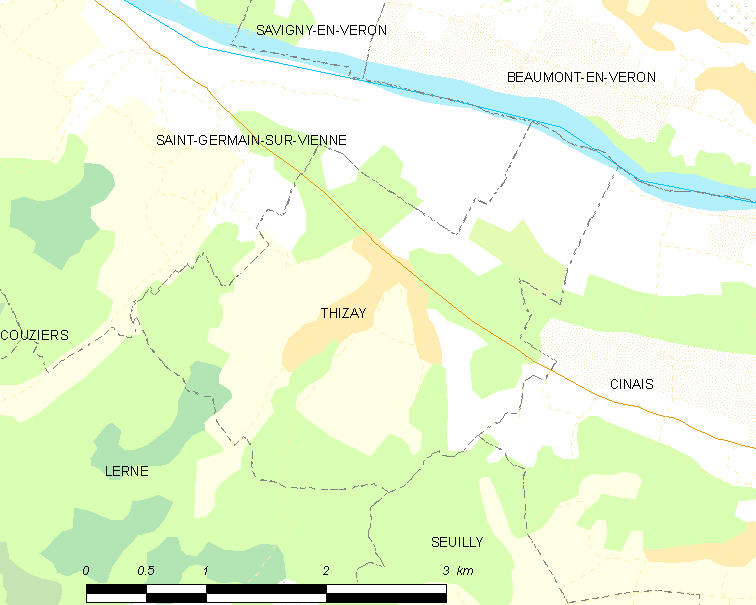
的OSM定位图

蒂宰的时区为UTC+01:00、UTC+02:00（夏令时）。

## 行政
蒂宰的邮政编码为37500，INSEE市镇编码为37258。

## 政治
蒂宰所属的省级选区为希农县。

## 人口

1962-2008年间人口变化图示

蒂宰于2022年1月1日时的人口数量为302人。